# Dreamspark
DreamSpark är ett projekt av Microsoft som syftar till att erbjuda studerande runt om i världen möjligheten att få gratis tillgång till olika utvecklingsverktyg. DreamSpark kräver ett Windows Live ID samt giltig studentlegitimation. I Sverige fungerar Mecenatkortet och CSN-kortet som giltig legitimation för att få tillgång till DreamSpark.